# Chiesa dei Santi Giuseppe e Orsola
La chiesa dei Santi Giuseppe e Orsola è una chiesa sconsacrata di Roma, nel rione Campo Marzio, in via Vittoria.

## Storia
Il tempio e l'annesso monastero delle agostiniane furono edificati da Camilla Orsini Borghese e comprati con le offerte di Laura Maninozzi d'Este, duchessa di Modena, nel 1684, come conservatorio per ragazze. Clemente XIII fece restaurare ed abbellire la chiesa, Benedetto XIV la ampliò su progetto di M. Fontana; fu ancora ampliata ed abbellita tra il 1760 e il 1779 ad opera di Pietro Camporese il Vecchio.
Così scrive l'Armellini:
(Armellini, op. cit., p. 339)
Nel 1839 la chiesa venne affidata all'Accademia di Santa Cecilia, che la muto' in sala per concerti, poi in sede del teatro di prova dell'Accademia nazionale d'arte drammatica.